# كبرى (اسم)
كبرى هو اسم علم مؤنث من أصل عربي، ومعناه هو صيغة مبالغة من ماجدة، وهي الكثيرة المجد الشريفة، والأصل النجيبة العالية المقام المحترمة الكريمة، وإذا عرف بال خص بالله تعالى أو بالقرآن نحو: ﴿ذو العرش المجيد﴾ [ البروج15] وقوله ﴿بل هو قرآنٌ مجيدٌ﴾ [ البروج21] أي عظيم جليل.

## وصلات خارجية
- موسوعة السلطان قابوس لأسماء العرب نسخة محفوظة 5 أبريل 2019 على موقع واي باك مشين.